# Cldn
Cldn SA (Compagnie Luxembourgeoise de Navigation) är ett logistikföretag med säte i Luxemburg.
CLdN driver genom CLdN ro ro SA och CLdN Cobelfret SA linjetrafik med roro-fartyg mellan hamnar i Europa, respektive bulkfartyg, samt äger och administrerar europeiska frakthamnar.
År 2017 hade CLdN 24 roro-fartyg som seglar mellan olika europeiska hamnar i Belgien, Nederländerna, Storbritannien, Irland, Sverige, Danmark och Portugal. Bland annat finns linjer mellan Zeebrygge i Belgien och Göteborg samt mellan Rotterdam i Nederländerna och Göteborg.
Genom dotterbolaget C.RO Ports driver företaget roro-hamnar i Belgien (Zeebrygge), Nederländerna (Rotterdam och Vlissingen och Storbritannien (London, Killingholme och Sutton Bridge. I Göteborg ägs Gothenburg RoRo Terminal AB, tidigare Älvsborgshamnen, av DFDS till 65% och av C.RO Ports till 35%.
CLdN tog 2017 och 2018 i drift världens dittills största kortdistansroro–fartyg, systerfartygen M/V Celine och M/V Delphine.